# Frans Laarmans

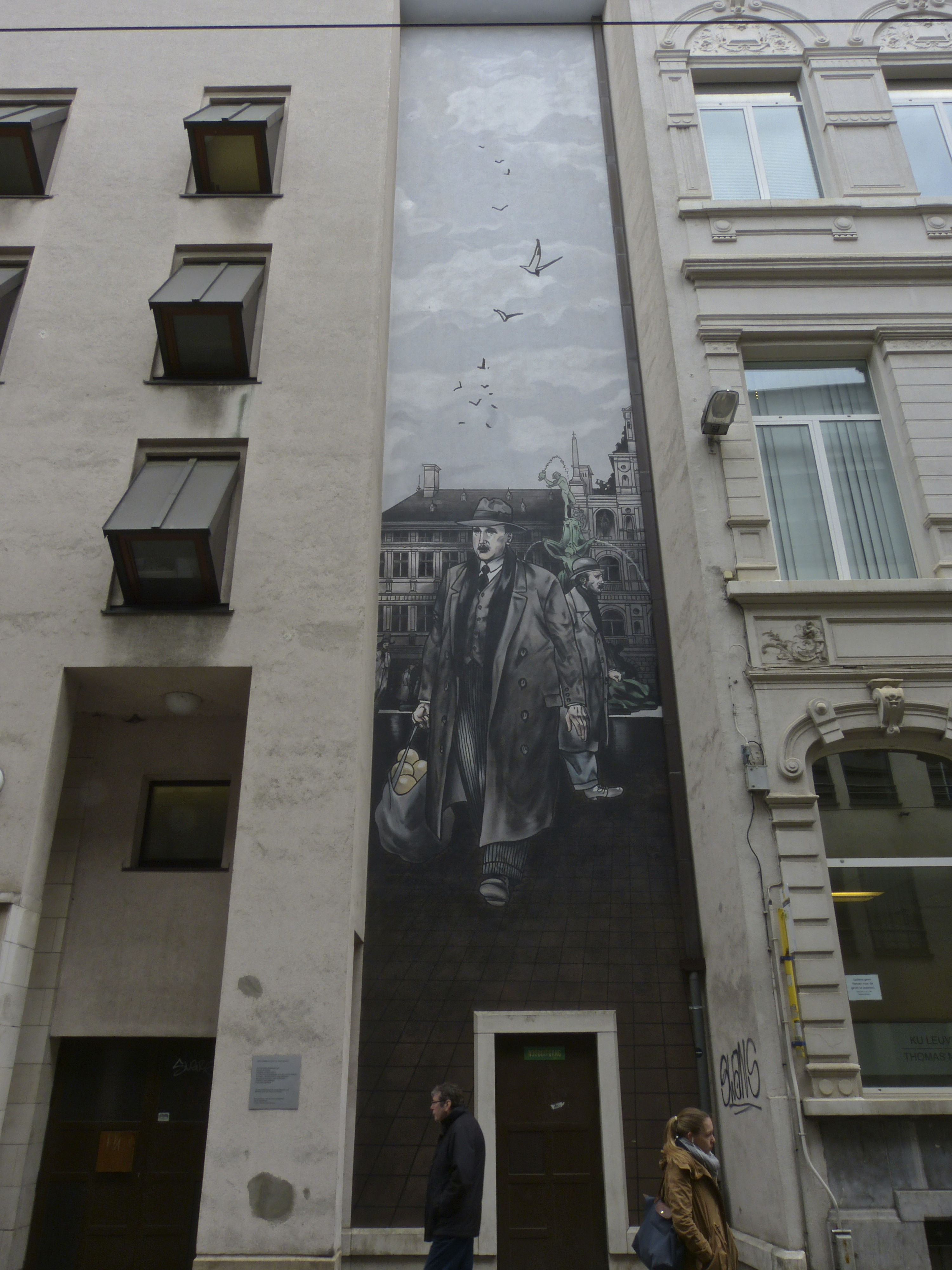
Laarmans op een stripmuur in de Korte Nieuwstraat (Antwerpen)

Frans Laarmans is een centrale figuur in veel romans en novellen van Willem Elsschot. Hij treedt op in Lijmen (1923), Kaas (1933), Tsjip (1934), Pensioen (1937), Het been (1938), De leeuwentemmer (1940) en Het dwaallicht (1946). Het personage, volgens de auteur een alter ego, geeft gestalte aan het innerlijk conflict tussen ambitie of hang naar avontuur en de behoefte aan veiligheid. Gekweld door onzekerheid en schaamte, vlucht Laarmans op het einde steeds in de huiselijke geborgenheid en routine, zonder vrede te hebben met zijn persoonlijkheid.  

## Laarmans in Lijmen/Het been
In Lijmen vinden we Laarmans als een jonge kantoorklerk bij de Antwerpse General Marine and Shipbuilding Company. Zijn baard en lange haar, een grote pijp en niet al te verzorgde kleren schetsen een idealist die verzen schrijft en zich inzet voor "de Vlaamsche zaak". Een ontmoeting met de zelfverzekerde zakenman Boorman doet hem twijfelen aan zijn waarden en idealen. Hij neemt ontslag en laat zich transformeren tot de gewiekste verkoper en hoofdredacteur van Boormans Wereldtijdschrift. Niet langer gehinderd door baard en pijp, ontpopt hij zich tot een stijlvolle man van de wereld die naïeve slachtoffers een luchtblad aansmeert.
Het been keert de transformatie van klerk tot zakenman weer om. De zelfverzekerde, cynische Boorman wil vergiffenis bekomen van de koppige mevrouw Lauwereyssen. Laarmans helpt hem daarbij terwijl hij zich tegelijk probeert te verweren tegen de medeplichtigheid die Boorman hem wil doen dragen. Nog altijd directeur van het Wereldtijdschrift, wast hij zijn handen in onschuld om uiteindelijk te beseffen dat het slechts gehuichel is. Hij wordt opnieuw klerk bij de General Marine en trouwt met het meisje bij wie hij een kind had gemaakt. De gold-tipped sigaretten ruilt hij terug in voor een pijp, maar een poëtische idealist wordt hij niet meer. Eerder een brave, grijze muis wiens innerlijke onvrede zich ontlaadt in zelfspot. 

## Laarmans in Kaas
De Laarmans van Kaas is een oudere man die al dertig jaar bij de General Marine werkt en thuis vrouw en twee kinderen heeft. Hij is een onderdanige klerk met een laag zelfbeeld, wiens berusting verdwijnt na een ontmoeting met mijnheer Van Schoonbeke. Met succes in de kaasgroothandel probeert hij zijn eigenwaarde te herstellen, maar hij mislukt door ongeschiktheid en trekt zich weer terug in de huiselijke kring waarvan de routine hem zo verveelt. Hier speelt de transformatie klerk-koopman-klerk zich dus af in het bestek van een boek.

## Laarmans in Het dwaallicht
In Het dwaallicht beleeft Laarmans geen gedaanteverwisseling maar staat een moreel conflict centraal. Zijn voornemen om deugdzaam te leven door zijn vrouw en zes kinderen boven de kroeg te stellen, wordt doorkruist wanneer drie Afghaanse zeelui hem de weg vragen naar de schone Maria Van Dam. Laarmans werpt zich op als hun gids en geeft hoog op over de verheven intenties van zijn gezellen, waarbij steeds duidelijker wordt dat zijn eigen drijfveer niet edelmoedigheid maar lust is. Hij kan zijn hang naar avontuur niet botvieren want Maria van Dam blijkt onvindbaar. In zijn teleurstelling schikt hij zich in het huiselijke leven, niet zonder bitterheid concluderend dat de illusie van Maria's bestaan hem misschien dierbaarder is dan een echte ontmoeting was geweest.